# Arenga engleri
Arenga engleri es una especie perteneciente a la familia de las palmeras (Arecaceae).

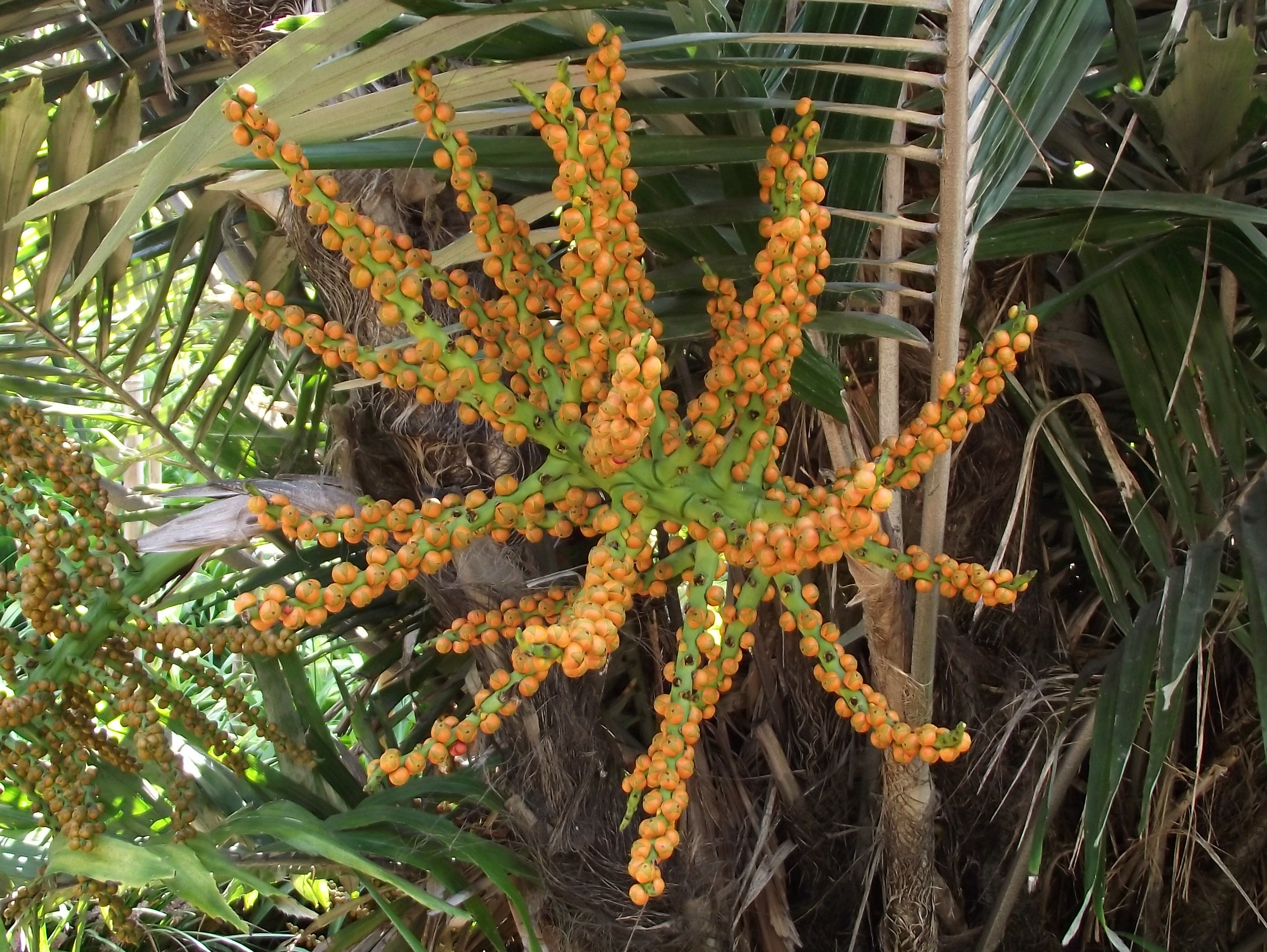
Detalle

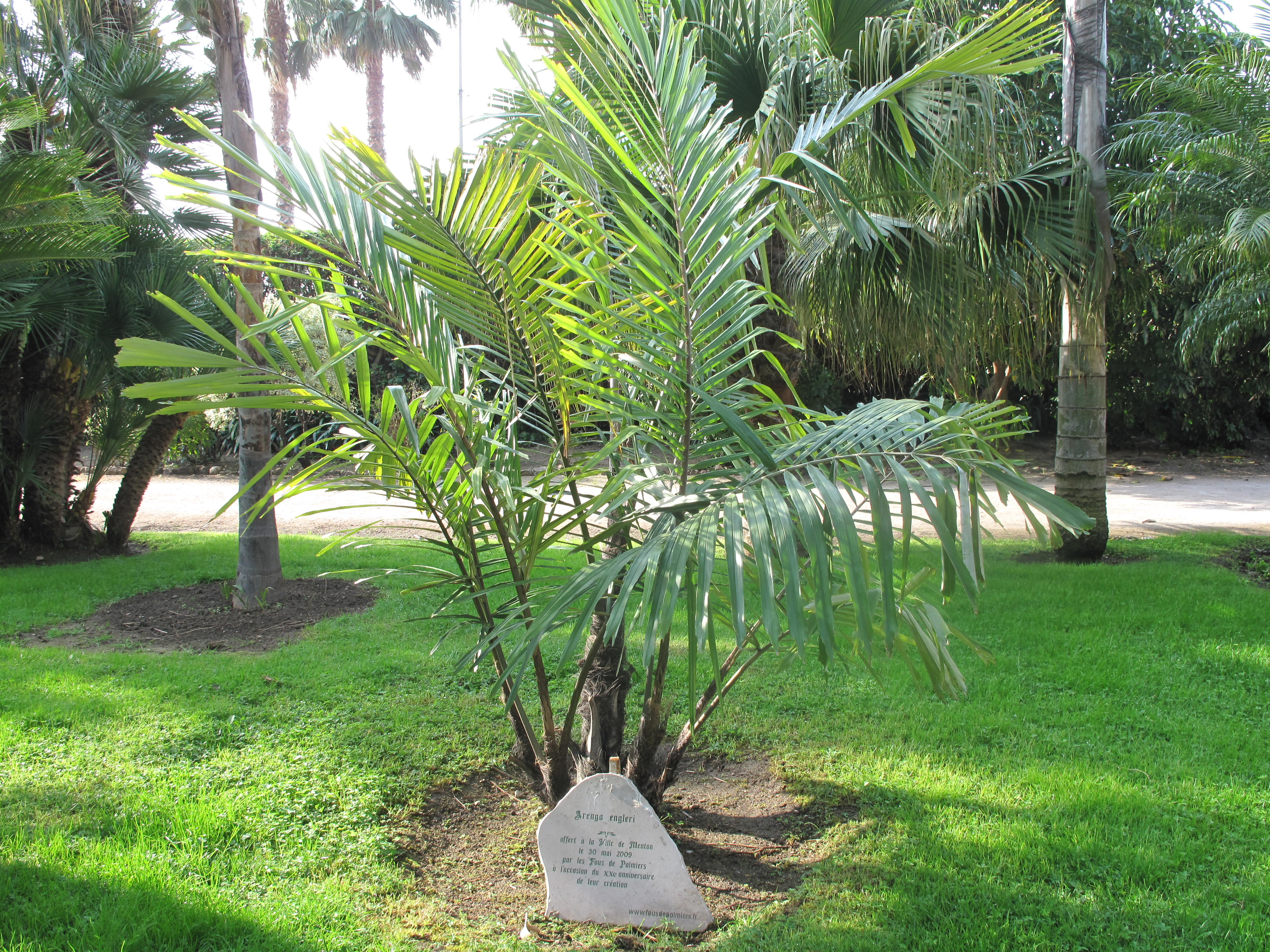
Planta joven

## Descripción
Con tallos agrupados, alcanza un tamaño de 4 m de altura y 10-15 cm de diámetro. Pecíolos de  1,8 m; raquis de 3 m; pinnas 38-41 por lado del raquis, lineales, lobuladas muy brevemente a lo largo de los márgenes, dispuestas regularmente y se extienden en un mismo plano a excepción de unos pocos pinnas basales; las pinnas del medio de 43-49 cm, y 2 cm de ancho en el punto medio. Las inflorescencias de 60 cm; raquillas masculinas muchas, 9-27 cm; flores masculinas 8-14 mm; sépalos 2-3 mm; pétalos de 9-14 mm; estambres 25-37; raquillas femenina muchas, de 27-32 cm; flores femeninas de 3 mm. Las frutas de color naranja o rojo, globosas, de 1.5 cm de diámetro.

## Distribución y hábitat
Se encuentra en lugares abiertos o bosques lluviosos de tierras bajas; debajo de los 900 m de altitjud, en Taiwán; cultivado en otras áreas.

## Taxonomía
Arenga engleri fue descrito por Odoardo Beccari y publicado en Malesia Raccolta ... 3: 184. 1889.
Etimología
Arenga: nombre genérico que deriva de aren, nombre común en la Isla de Java para la palma Arenga pinnata.
engleri: epíteto otorgado en honor del botánico Adolf Engler.
Sinonimia
- Didymosperma engleri (Becc.) Warb.[4][5]